# 伸縮構造
伸縮構造（しんしゅくこうぞう）とは、伸縮装置や伸縮機構ともいう。基本的には伸び縮みする構造体のことであるが、座屈という現象を起こしたり防いだりすることや、二次元における畳む展開するという機能を持つ構造体も併せて記述する。

## 概要
基本的には、長尺の物をいかに小さく収納や携帯するといった必要性から、生まれたものでもあるが、短い材料でより遠くへ届かせるという必要性からも、伸縮構造は発展してきた。近年では構造力学の座屈と折り紙などに見られる畳む展開するといった伸縮機能が結びつき、様々な工業製品に応用されている。

## テレスコピックパイプ
テレスコピックともいい、中空の相似形の円柱を、大きさの順で内側に内蔵させ、大きい円柱の内側に「かえし」の縁を設け、小さい円柱の外側にかえしの縁を設け、接合したもので伸び縮み出来るものをいう。望遠鏡や釣竿やラジオアンテナや警棒などで利用されている構造である。その他、中空の多角柱でも可能であるが、正四角柱以外は一般的ではない。正四角柱としてはトラス構造の柱であるが、消防車のはしご車の梯子などがある。日本語では、入れ子構造ともいうが、あくまでも相似形の物を大きいものの中に、小さいものを順次入れていく構造のことで、必ずしも伸縮が伴うものではない。身近なものとして、ロシアの民芸品のマトリョーシカがある。

## 軸構造
骨組み構造ともいい棒状の物で構成された構造で、伸縮機能を持つもの。長いものの収納や持ち運びだけでなく、短い部材や切片をどうやって長い部材と同様に用いることが出来るかといった必要性が生んだ構造ともいえる。

### 片持ち支持
通常の棒状の素材としての伸縮構造を持つものには、南京玉簾がある。南京玉簾の構造は、建設においては片持ち梁ともいい、木造の橋の架設方法として、肘木橋（ひじきばし）と呼ばれる。肘木橋は伸縮はできないが、南京玉簾と基本構造は同じであり、肘木橋として代表的な錦帯橋も骨組みだけを見れば、伸縮構造になっているといえる。その他、コインタワーという遊びの技術としての「せり出し」も同様であり、接合されていない点に着目すれば伸縮構造といえる。

### ラチス構造
ラチス構造は菱格子ともいい、井桁を連続に組んだもので、接合部をピン接合（可動接合・回転端）にし、「四辺が同じでも角度の違う四角形に変化することを利用した」梁や板状のもので、古くはエレベーターの扉や、玩具のマジックハンドといわれるものがあり、現在もシャッターや扉などで利用されている。

## 外殻構造
モノコック・シェル構造で伸縮機能を備えるもの。

### 蛇腹構造
古くからあるものとして、蛇腹があり初期の写真機の焦点の合わせの装置として、またはお祭りの蛇や龍の出し物や玩具から、最近では曲がるストローなどで利用されている。断面だけみれば、蛇腹の伸縮の可動原理もラチス構造と同様であり、等四辺の四角形の変形を利用したものである。

### 折り紙
折り紙から派生したミウラ折りの特性を利用応用し、折畳む展開するという2次元における伸縮を、そのまま中空の円柱などの表面に置き換え、座屈する（縮む・畳む）ことや、座屈しにくくする（縮みにくくする・畳みにくくする）ために、表面にその用途に応じた折り目を入れる工夫がされている。

## 網目構造
網は2次元においての伸縮構造であり、構造としても紐や縄を部材としたラチス構造ともいえる。この網目構造を3次元として分子レベルに持つものが、ゴムである。ただし規則正しい網目というよりは、所々が破れた状態ともいえる構造になっており、分子レベルで見た場合、硫黄が可動の基点となっている。

## 積層構造
積層構造は必ずしも伸縮構造ではなく、積層構造を持つものの内、層と層が互いにスライドするもの、可動性のあるものが、伸縮を伴う構造を持っている。生物における筋肉がこの伸縮性をもつ積層構造であり、基本的には互い違いに重なり合った2種類の筋肉が、化学物質の働きによって、違う方向に滑ることにより起こる。このような構造は、横方向の伸縮性を利用した座屈の追従性を高めたものとして、積層スライド構造ともいい、免震装置や振動装置として、様々なものが実用化されている。